# Cazaril-Tambourès
Cazaril-Tambourès är en kommun i departementet Haute-Garonne i regionen Occitanien i södra Frankrike. Kommunen ligger i kantonen Montréjeau som tillhör arrondissementet Saint-Gaudens. År 2022 hade Cazaril-Tambourès 85 invånare.

## Befolkningsutveckling
Antalet invånare i kommunen Cazaril-Tambourès
Referens:INSEE